# Listă de filme cu intrare prin efracție în casă
Aceasta este o listă de filme cu intrare prin efracție în casă. Paula Marantz Cohen afirmă că „astfel de filme reflectă o teamă crescută privind eroziunea distincțiilor dintre spațiul privat și cel public ... Aceste filme reflectă de asemenea sentimentul că lumea exterioară este mai periculoasă și mai imprevizibilă decât oricând”. De obicei aceste filme sunt în genul thriller, de groază. Filme cu pătrunderea unor infractori în casă sunt foarte vechi începând cu filmul lui D. W. Griffith din 1909 The Lonely Villa.

## Listă de filme
| Film                                                   | An   | Ref.    |
| ------------------------------------------------------ | ---- | ------- |
| 36 Ghante                                              | 1974 | [ 4 ]   |
| 388 Arletta Avenue                                     | 2011 | [ 5 ]   |
| 3615 code Père Noël                                    | 1989 | [ 6 ]   |
| Absurd (italiană: Rosso Sangue)                        | 1981 | [ 7 ]   |
| The Aggression Scale                                   | 2012 | [ 8 ]   |
| Alone in the Dark                                      | 1982 | [ 9 ]   |
| The Anderson Tapes                                     | 1971 | [ 10 ]  |
| Angst                                                  | 1983 | [ 11 ]  |
| Bad Influence                                          | 1990 | [ 12 ]  |
| The Bat                                                | 1959 | [ 13 ]  |
| Black Christmas                                        | 1974 | [ 2 ]   |
| Black Christmas                                        | 2006 | [ 2 ]   |
| Blind Alley                                            | 1939 | [ 12 ]  |
| Blue Steel                                             | 1990 | [ 12 ]  |
| Bone                                                   | 1972 | [ 14 ]  |
| The Cable Guy                                          | 1996 | [ 15 ]  |
| The Call                                               | 2013 | [ 16 ]  |
| Cape Fear                                              | 1962 | [ 17 ]  |
| Cape Fear                                              | 1991 | [ 17 ]  |
| Cherry Tree Lane                                       | 2010 | [ 18 ]  |
| A Clockwork Orange                                     | 1971 | [ 1 ]   |
| The Collector                                          | 2009 | [ 19 ]  |
| Corruption                                             | 1968 | [ 20 ]  |
| Count the Hours                                        | 1953 | [ 21 ]  |
| Creep                                                  | 2014 | [ 22 ]  |
| Cul-de-sac                                             | 1966 | [ 23 ]  |
| The Dark Hours                                         | 2005 | [ 1 ]   |
| Deadfall                                               | 2012 | [ 24 ]  |
| Deadly Virtues                                         | 2014 | [ 25 ]  |
| Death Game                                             | 1977 | [ 26 ]  |
| Death Weekend                                          | 1976 | [ 11 ]  |
| Death Wish                                             | 1974 | [ 27 ]  |
| Death Wish II                                          | 1982 | [ 28 ]  |
| Demon Seed                                             | 1977 | [ 29 ]  |
| The Desperate Hours                                    | 1955 | [ 30 ]  |
| Desperate Hours                                        | 1990 | [ 31 ]  |
| Devil in a Blue Dress                                  | 1995 | [ 32 ]  |
| Dial M for Murder                                      | 1954 | [ 2 ]   |
| Disorder                                               | 2015 | [ 33 ]  |
| Don't Breathe                                          | 2016 | [ 34 ]  |
| Dream Lover                                            | 1993 | [ 12 ]  |
| The Dress                                              | 1996 | [ 35 ]  |
| E.T. the Extra-Terrestrial                             | 1982 | [ 36 ]  |
| The Edukators (germană: Die fetten Jahre sind vorbei)  | 2004 | [ 37 ]  |
| Emelie                                                 | 2015 | [ 38 ]  |
| Eye for an Eye                                         | 1996 | [ 39 ]  |
| Farmer's Daughters                                     | 1973 | [ 40 ]  |
| Fatal Attraction                                       | 1987 | [ 41 ]  |
| Fear                                                   | 1996 | [ 2 ]   |
| The Fear Inside                                        | 1992 | [ 11 ]  |
| Fight for Your Life                                    | 1977 | [ 42 ]  |
| Firewall                                               | 2006 | [ 19 ]  |
| Five Minutes to Live                                   | 1961 | [ 43 ]  |
| The Fugitive                                           | 1993 | [ 19 ]  |
| Funny Games                                            | 1997 | [ 1 ]   |
| Funny Games                                            | 2008 | [ 1 ]   |
| The Hand That Rocks the Cradle                         | 1992 | [ 41 ]  |
| Hangman                                                | 2015 | [ 44 ]  |
| Hate Crime                                             | 2012 | [ 45 ]  |
| Hellions                                               | 2015 | [ 46 ]  |
| Henry: Portrait of a Serial Killer                     | 1986 | [ 47 ]  |
| He Ran All the Way                                     | 1951 | [ 30 ]  |
| Hider in the House                                     | 1989 | [ 2 ]   |
| High Tension                                           | 2003 | [ 48 ]  |
| Home Alone                                             | 1990 | [ 48 ]  |
| Home Sweet Home                                        | 2013 | [ 19 ]  |
| Hostage                                                | 2005 | [ 50 ]  |
| The House on the Edge of the Park                      | 1980 | [ 11 ]  |
| Hush                                                   | 2016 | [ 51 ]  |
| If I Die Before I Wake                                 | 1998 | [ 11 ]  |
| In Cold Blood                                          | 1967 | [ 52 ]  |
| Inside (French: À l'intérieur)                         | 2007 | [ 1 ]   |
| In Their Skin                                          | 2012 | [ 53 ]  |
| Intruder                                               | 2016 | [ 54 ]  |
| Intruders (Alternate Title: Shut In)                   | 2015 | [ 55 ]  |
| I Spit on Your Grave                                   | 1978 | [ 56 ]  |
| John Wick                                              | 2014 | [ 57 ]  |
| Keep Watching                                          | 2017 | [ 58 ]  |
| Key Largo                                              | 1948 | [ 59 ]  |
| Kidnapped (Spanish: Secuestrados)                      | 2010 | [ 60 ]  |
| Kitten with a Whip                                     | 1964 | [ 12 ]  |
| Knock Knock                                            | 2015 | [ 61 ]  |
| Kristy                                                 | 2014 | [ 54 ]  |
| Lady in a Cage                                         | 1964 | [ 31 ]  |
| Lady Stay Dead                                         | 1981 | [ 62 ]  |
| Lakeview Terrace                                       | 2008 | [ 19 ]  |
| Last House on Dead End Street                          | 1977 | [ 42 ]  |
| The Last House on the Left                             | 1972 | [ 48 ]  |
| The Last House on the Left                             | 2009 | [ 19 ]  |
| Law Abiding Citizen                                    | 2009 | [ 63 ]  |
| The Lonely Villa                                       | 1909 | [ 3 ]   |
| Malice                                                 | 1993 | [ 12 ]  |
| Man Bites Dog (French: C'est arrivé près de chez vous) | 1992 | [ 64 ]  |
| Manhunter                                              | 1986 | [ 65 ]  |
| Martyrs                                                | 2008 | [ 19 ]  |
| Martyrs                                                | 2016 | [ 66 ]  |
| Mercy                                                  | 2016 | [ 46 ]  |
| Memento                                                | 2000 | [ 19 ]  |
| Mischief Night                                         | 2013 | [ 56 ]  |
| Mother!                                                | 2017 |         |
| Mother's Day                                           | 2010 | [ 67 ]  |
| The Neighbor                                           | 1993 | [ 12 ]  |
| The Night God Screamed                                 | 1971 | [ 12 ]  |
| The Night Holds Terror                                 | 1955 | [ 68 ]  |
| No Good Deed                                           | 2014 | [ 69 ]  |
| Obsessed                                               | 2009 | [ 70 ]  |
| Of Unknown Origin                                      | 1983 | [ 71 ]  |
| Outlaws and Angels                                     | 2016 | [ 72 ]  |
| Pacific Heights                                        | 1990 | [ 41 ]  |
| Panic Room                                             | 2002 | [ 31 ]  |
| The Penthouse                                          | 1967 | [ 73 ]  |
| The People Under the Stairs                            | 1991 | [ 2 ]   |
| The Perfect Guy                                        | 2015 | [ 74 ]  |
| Play Misty for Me                                      | 1971 | [ 75 ]  |
| The Plumber                                            | 1979 | [ 76 ]  |
| The Purge                                              | 2013 | [ 77 ]  |
| Red Dragon                                             | 2002 | [ 22 ]  |
| The Ref                                                | 1994 | [ 19 ]  |
| Restraint                                              | 2008 | [ 78 ]  |
| Rolling Thunder                                        | 1977 | [ 79 ]  |
| Romper Stomper                                         | 1992 | [ 80 ]  |
| Scream                                                 | 1996 | [ 39 ]  |
| See No Evil                                            | 1971 | [ 34 ]  |
| The Silent House                                       | 2010 | [ 81 ]  |
| Silent House                                           | 2011 | [ 82 ]  |
| Single White Female                                    | 1992 | [ 41 ]  |
| The Sixth Sense                                        | 1999 | [ 19 ]  |
| Skyfall                                                | 2012 | [ 83 ]  |
| Sleep Tight                                            | 2011 | [ 84 ]  |
| Sorry, Wrong Number                                    | 1948 | [ 2 ]   |
| Southbound                                             | 2015 | [ 85 ]  |
| The Spiderwick Chronicles                              | 2008 | [ 86 ]  |
| The Stepfather                                         | 1987 | [ 12 ]  |
| The Strangers                                          | 2008 | [ 87 ]  |
| Straw Dogs                                             | 1971 | [ 88 ]  |
| Straw Dogs                                             | 2011 | [ 19 ]  |
| Suddenly                                               | 1954 | [ 89 ]  |
| Supremacy                                              | 2014 | [ 90 ]  |
| Suspense                                               | 1913 | [ 91 ]  |
| Sweet Savior                                           | 1971 | [ 12 ]  |
| Swimfan                                                | 2002 | [ 92 ]  |
| Them (French: Ils)                                     | 2006 | [ 1 ]   |
| Tiger House                                            | 2015 | [ 93 ]  |
| Torso                                                  | 1973 | [ 94 ]  |
| The Town That Dreaded Sundown                          | 1976 | [ 95 ]  |
| Trespass                                               | 2011 | [ 19 ]  |
| Unbreakable                                            | 2000 | [ 96 ]  |
| The Uninvited Guest                                    | 2004 | [ 97 ]  |
| Unlawful Entry                                         | 1992 | [ 19 ]  |
| Vigilante                                              | 1983 | [ 98 ]  |
| Visiting Hours                                         | 1982 | [ 99 ]  |
| Wait Until Dark                                        | 1967 | [ 31 ]  |
| When a Stranger Calls                                  | 1979 | [ 59 ]  |
| When a Stranger Calls                                  | 2006 | [ 100 ] |
| When a Stranger Calls Back                             | 1993 | [ 84 ]  |
| White Settlers (Alternate Title: The Blood Lands)      | 2014 | [ 101 ] |
| You're Next                                            | 2013 | [ 77 ]  |

## See also
- Seria Singur acasă, o serie de cinci filme de comedie lansate între 1990 - 2012